# Vilhelm Jørgensen
Vilhelm Carl Jørgensen, född 2 maj 1844 i Tiselholt, Vejstrup socken, död 13 september 1925 på Løndal vid Silkeborg, var en dansk ingenjör och industriman.
Jørgensen blev polyteknisk kandidat i tillämpad naturvetenskap 1867. Efter en utlandsresa blev han 1868 kemist vid fabriken Øresund, som framställde soda ur kryolit efter Julius Thomsens metod. Denna var vid denna tidpunkt på väg att bli utkonkurrerad av ammoniaksodametoden, så fabriken hade ekonomiska svårigheter. År 1870 övertogs den, med stöd av Jørgensens svåger Carl Frederik Tietgen, av honom och Gustav Adolph Hagemann, och de inriktade sig andra användningsområden för kryoliten. Fabriken kom att tillverka glas och emaljer, innan kryoliten fann sin slutliga huvudsakliga användning till aluminiumframställning. Jørgensen var även verksam på andra industriella områden, ofta i samarbete med Hagemann. Således anlade de Hinnerup cellulosefabrik och drev den 1875–1885 byggda Drakulla sulfitfabrik i Myresjö. Jørgensen anlade och drev AB Sockerraffinaderiet Öresund i Malmö 1882–1886. Inom dessa företag utnyttjades olika patent som Jørgensen uttagit ensam eller tillsammans med Hagemann. Han var medlem av juryn vid världsutställningen 1878 i Paris, fick burskap som grosshandlare i Köpenhamn 1889 samt var medlem av sjö- och handelsrätten 1890–1907 och styrelsemedlem i många danska industriföretag. Fabriken Øresund ombildades 1902 till ett aktiebolag med Jørgensens son Carl Frederik Jarl som direktör, och 1912 lämnade han företaget helt.
Jørgensen gav sitt stöd till den unge och ännu okända läkaren Niels Ryberg Finsen och var en av de främsta i den grupp som på ett möte hos borgmästaren Ludvig Christian Borup den 26 april 1896 stiftade Finseninstitutet. Han var dess kassör och ekonomiska ledare, blev 1903 ordförande i styrelsesutskottet och läkarrådet och 1916 ordförande i överstyrelsen. Han donerade stora summor till Finseninstitutet, inrättade tillsammans med Hagemann ett sanatorium för hjärt- och leversjukdomar på gamla Vartov och verkade även för andra välgörande ändamål. I likhet med svågern Tietgen var han starkt präglad av grundtvigianismen och kyrkvärd vid Frederikskirken 1894–1919.

## Utmärkelser
- Riddare av Dannebrogorden,  1894[2]
- Dannebrogsmännens hederstecken,  1904[2]
- Kommendör av Dannebrogorden,  1914[2]
- Kommendör av första graden av Dannebrogorden,  1921[2]

[Redigera Wikidata]